# Gesù Vecchio
Gesù Vecchio je crkva u Napulju, južna Italija. Njegov puni naziv je Bazilika Svetište Gesù Vecchio ili Bazilika Svetište Bezgrješnog Začeća i Don Placida. Osnovana je 1554., a status manje bazilike promaknuta je 1958. Njegovo ime razlikuje ga od obližnjeg Gesù Nuovo, izgrađenog da se nosi s ekspanzijom isusovačkog reda u gradu.

## Vanjske poveznice
|  | Zajednički poslužitelj ima još gradiva o temi Gesù Vecchio |